# Voacanga grandifolia
Voacanga grandifolia là một loài thực vật có hoa trong họ La bố ma. Loài này được (Miq.) Rolfe miêu tả khoa học đầu tiên năm 1883.